# 3 Pułk Piechoty Legionów
3 pułk piechoty Legionów (3 pp Leg.) – oddział piechoty Wojska Polskiego II RP (1918–1939) i Armii Krajowej (1944–1945).
Oddział został utworzony po wybuchu I wojny światowej z żołnierzy rozwiązanego wcześniej Legionu Wschodniego, uzupełnionego ochotnikami ze Śląska i Galicji. Uczestniczył w działaniach wojennych już od października 1914 roku, brał udział między innymi w bitwach pod Mołotkowem, Rafajłową, I i II bitwie pod Kostiuchnówką, starciach pod Rarańczą i Kaniowem. Rozbrojony w maju 1918 roku, odtworzony po odzyskaniu niepodległości już na początku 1919 roku. Uczestniczył w wojnie polsko-ukraińskiej lat 1918–1919 i polsko-bolszewickiej 1920 roku.
W okresie międzywojennym wchodził w skład 2 Dywizji Piechoty Legionów. Stacjonował początkowo w Łukowie i Grodnie. Ostatecznie dyslokowany w garnizonie Jarosław.
W trakcie kampanii wrześniowej w składzie Armii Łódź przeszedł szlak bojowy od Wygiełzowa przez Skierniewice, Pogroszew, Umiastów, Ołtarzew i Puszczę Kampinoską do Twierdzy Modlin, gdzie złożył broń 29 września 1939 roku.
Odtworzony w 1944 roku w ramach Armii Krajowej, w składzie 2 DPLeg. AK, przeznaczony został do wykonania Akcji „Burza” w Okręgu Radom-Kielce AK. Rozwiązany ostatecznie wraz z wszystkimi odtworzonymi jednostkami Armii Krajowej w styczniu 1945 roku.

## Odtworzenie pułku. Walki o granice 1919 i 1920 roku
Po odzyskaniu niepodległości odtworzono pułki Legionów. Ponowna organizacja 3 pułku piechoty rozpoczęła się w marcu 1919 roku w Zegrzu. 12 kwietnia niewyszkolony i słabo wyposażony I batalion pułku udał się na front północno-wschodni, gdzie 16 kwietnia nacierał na Lidę. Następnie został skierowany do Wilna, tam odparł rosyjskie natarcie i powrócił do Lidy, gdzie 18 maja dołączył do niego II batalion. Jednocześnie w Zegrzu formował się III batalion, który 21 czerwca 1919 roku skierowano na front galicyjski, gdzie walczył pod Tarnopolem przeciw Ukraińcom. W połowie lipca batalion ten przerzucono do Mołodeczna. Z początkiem sierpnia 1919 roku po zaciętych walkach pułk zajął Mińsk. W walkach pościgowych uczestniczył II batalion, który doszedł do Samolewicz. Pod Samolewiczami dołączył III batalion, wskutek czego nieprzyjaciel wycofał się do Borysowa, gdzie utworzył przedmoście. W natarciu na przedmoście wzięły udział wszystkie oddziały pułku i 18 sierpnia 1919 osiągnięto linię Berezyny. Oddziały pułku zajęły Borysów. 10 września kompania szturmowa pułku wraz z II batalionem utworzyły przedmoście na wschodnim brzegu rzeki, gdzie do października toczyły walki obronne. W krótkotrwałych wypadach do lutego 1920 odrzucono Rosjan ponad 25 kilometrów od własnych linii obronnych.
W grudniu 1919 jego batalion zapasowy stacjonował w Radomiu.
W czasie majowej ofensywy rosyjskiej pułk obsadzał Berezynę na odcinku Gliwień–Stachów. Równocześnie od 18 maja III batalion wspierał oddziały IV Brygady Legionów. Po zaciętych walkach pod folwarkiem Kimia zmuszono bolszewików do odwrotu.
Początkiem lipca 1920 roku nieprzyjaciel przeszedł na froncie północnym do ponownej ofensywy. 4 lipca 1920 roku pierwsze uderzenie trzech armii rosyjskich zmusiło oddziały 1 Armii Polskiej do odwrotu. 3 pułk piechoty Legionów, zaatakowany przez przeważające siły, opuścił zajmowane stanowiska. W czasie odwrotu pod Warszawę przez Mińsk, Wołkowysk, Białowieżę i Mielnik do Siedlec nocami pułk dokonywał forsownych marszów, a w dzień powstrzymywał napór nieprzyjaciela.
Na przełomie lipca i sierpnia pułk stoczył ciężkie walki pod Swięcicami, Porozowem i nad Narwią, gdzie poniósł duże straty. Po osiągnięciu linii Bugu walczył pod Mielnikiem, gdzie zginęło ponad 100 żołnierzy.
W decydującej bitwie wojny polsko-rosyjskiej 2 Dywizja Piechoty Legionów wchodziła w skład 2 Armii, której zadaniem była obrona Wisły od Karczewa do Dęblina. 3 pułk piechoty Legionów zajmował stanowiska w rejonie Piotrowic. Na odcinku 2 Armii w okresie bitwy warszawskiej panował spokój. Nieprzyjaciel nie zdążył rozwinąć się do natarcia, gdyż uderzenie znad Wieprza zmusiło bolszewików do panicznej ucieczki. 3 pułk piechoty przerzucono wówczas pod Krasnystaw, gdzie w rejonie Grabowiec–Hrubieszów walczył z oddziałami kawalerii Budionnego. Po zajęciu Hrubieszowa przeszedł do Zamościa, gdzie został uzupełniony i zreorganizowany. 23 września wysłany na front północny, wziął udział w pościgu za nieprzyjacielem rozbitym w bitwie niemeńskiej.
Po zajęciu Wilna przez generała Żeligowskiego, pułk ubezpieczał granicę polsko-litewską na odcinku Olkieniki–Druskieniki do kwietnia 1921 roku.

## Okres międzywojenny

### Organizacja i wyposażenie

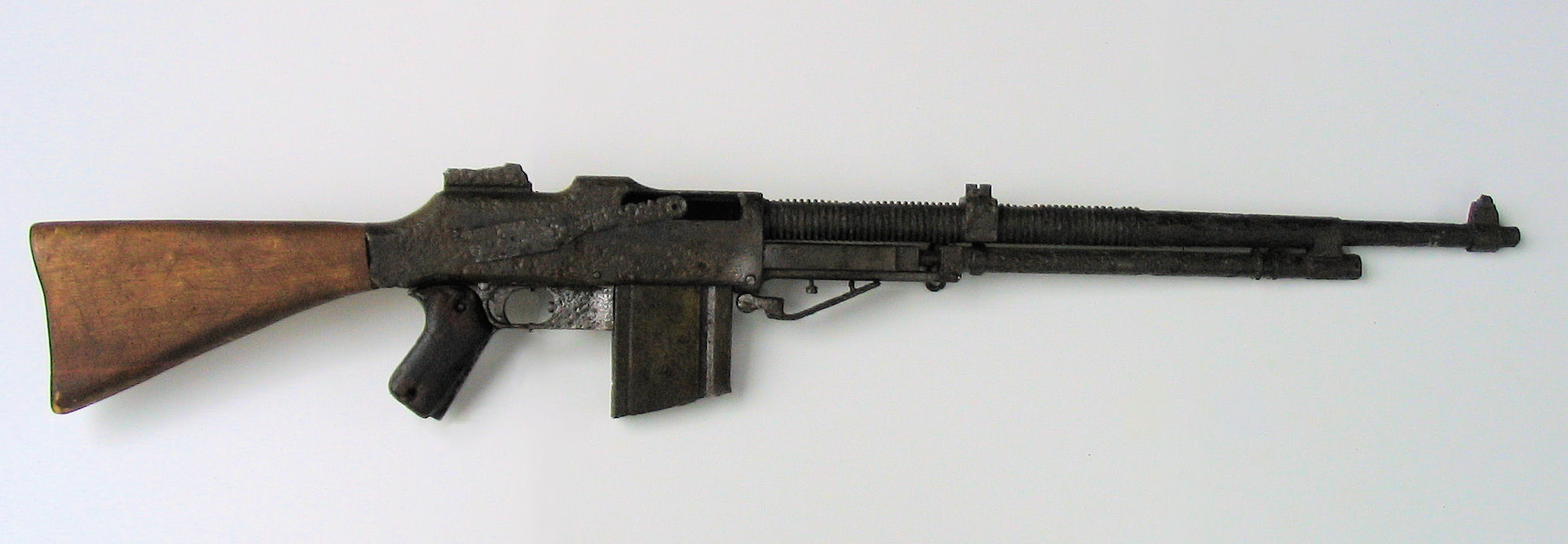
Browning wz. 1928, podstawowa broń maszynowa pułków piechoty w 1939 roku

Od 17 kwietnia 1921 roku pułk tymczasowo stacjonował w Grodnie. 6 listopada tego roku przeszedł do Suwałk, a 14 maja następnego roku do Łukowa. 2 października 1922 roku pułk przeniesiony został do Jarosławia z wyjątkiem II batalionu, który został detaszowany w Nisku.
Organizacyjnie wchodził w skład 2 Dywizji Piechoty Legionów. Składał się z: dowództwa, batalionu sztabowego, trzech batalionów piechoty i kadry batalionu zapasowego do 1924 roku, kiedy to zlikwidowano batalion sztabowy i kadrę batalionu zapasowego. Wprowadzono wtedy drużynę dowódcy pułku i plutony specjalne – pionierów i łączności.
27 października 1927 roku II batalion został przeniesiony z Niska do Jarosławia.
Reorganizacja 1930 roku wprowadziła: dowództwo, kwatermistrzostwo z kompanią administracyjną, trzy bataliony piechoty (każdy po trzy kompanie strzeleckie i jedna kompania ckm) oraz oddziały specjalne: łączności, pionierów, artylerii piechoty (dwa działa 75 mm) i zwiad konny. W 1938 roku sformowano oddział zwiadu: pluton zwiadowców konnych i pluton kolarzy.
Pułk należał do typu I (normalnego), jego stan etatowy wynosił: 56 oficerów, 198 podoficerów i 1200 szeregowych. Etat posiadało również 88 koni. Stany osobowe pułku były zmienne w zależności od wcielenia rekrutów i zwolnienia szeregowych po odbyciu służby. Pułk szkolił rekrutów na potrzeby Korpusu Ochrony Pogranicza, posiadał też kompanię dla tzw. spóźnionych. W trakcie poboru zdarzały się przypadki spóźnionego stawiennictwa do armii. W związku z tym na terenie każdego Okręgu Korpusu organizowane były tzw. kompanie dla opóźnionych. W DOK X taka kompania znajdowała się w 3 pp Leg..
W latach trzydziestych wprowadzano sukcesywnie karabiny Mauser wz. 98. Do 1936 roku przezbrojono pułk w broń maszynową: erkaemy Browning wz. 28 i cekaemy Browning wz. 30. Wiosną 1939 roku pułk otrzymał karabiny przeciwpancerne Ur.

### Wyszkolenie
Tradycje legionowe nakładały szczególną dbałość o wyszkolenie żołnierzy. Szkolenie obejmowało indywidualną pracę z rekrutami, doskonalenie szeregowych starszego rocznika i doskonalenie dowódców wszystkich szczebli. Szkolenie indywidualne odbywało się w garnizonie. Po zakończeniu szkolenia podstawowego odbywały się ćwiczenia letnie, organizowane na szczeblu dywizyjnym obozy szkoleniowe piechoty i koncentracje ogólne 2 DP Leg. Rejon ćwiczeń z reguły osiągano marszem pieszym. Podczas ostatnich ćwiczeń przed wybuchem wojny pododdziały ćwiczyły działania nocne i sposoby walki z bronią pancerną.
Po wprowadzeniu w 1930 nowej organizacji piechoty na stopie pokojowej, pułk szkolił rekrutów dla potrzeb batalionu Korpusu Ochrony Pogranicza.
W pułku zorganizowano też specjalną kompanię dla opóźnionych, która szkoliła rekrutów dla potrzeb całego DOK. Żołnierze ci wcześniej z różnych przyczyn opóźnili swoje stawiennictwo w macierzystej jednostce.

### Wychowanie obywatelskie
Założenia wychowania obywatelskiego przewidywały, że po odbyciu służby żołnierz będzie czynny społecznie w życiu państwa i narodu. Za szczególnie ważne zadanie uważano opanowanie przez strzelców elementarnych umiejętności pisania, czytania i liczenia. Ze względu na wysoki odsetek analfabetów wśród poborowych organizowano żołnierskie szkoły początkowe. Program nauczania zawierał skrócony zakres szkoły powszechnej oraz wiadomości o prawach i obowiązkach żołnierza i obywatela. W świetlicach pododdziałowych odbywały się pogadanki i wykłady oficerskie, słuchano radia i wyświetlano filmy. W 1939 roku zwrócono szczególną uwagę na podniesienie morale wojska wobec zagrożenia wojennego.
Szczególną rolę wychowawczą pełniły uroczystości wojskowe, narodowe i kościelne, przy czym wyjątkowe znaczenie miały uroczystości związane z kultywowanymi w pułku tradycjami legionowymi. Przysięga wojskowa zawsze odbywała się z zachowaniem praw wyznaniowych rekrutów. W trakcie święta pułku odczytywano rozkaz dowódcy pułku, wręczano nagrody, odznaki strzeleckie oraz odznaki pułkowe, odbywał się przegląd pododdziałów i defilada, wieczorem uroczysta akademia w kasynie garnizonowym.
| Obsada personalna i struktura organizacyjna w marcu 1939 | Obsada personalna i struktura organizacyjna w marcu 1939 |
| Stanowisko                                               | Stopień, imię i nazwisko                                 |
| Dowództwo, kwatermistrzostwo i pododdziały specjalne     | Dowództwo, kwatermistrzostwo i pododdziały specjalne     |
| -------------------------------------------------------- | -------------------------------------------------------- |
| dowódca pułku                                            | płk Mieczysław Łukoski                                   |
| I zastępca dowódcy                                       | ppłk Jan II Wójcik                                       |
| adiutant                                                 | kpt. Stanisław Klaudiusz Podhalicz                       |
| starszy lekarz                                           | mjr dr Władysław Tokarz                                  |
| młodszy lekarz                                           | por. lek. Zygmunt Teofil Izdebski                        |
| II zastępca dowódcy (kwatermistrz)                       | mjr Kazimierz Nizieński                                  |
| oficer mobilizacyjny                                     | kpt. Józef Matheis                                       |
| zastępca oficera mobilizacyjnego                         | kpt. adm. (piech.) Kazimierz Golda                       |
| oficer administracyjno-materiałowy                       | kpt. adm. (piech.) Julian II Markowski                   |
| oficer gospodarczy                                       | kpt. int. Michał Witkowski                               |
| oficer żywnościowy                                       | por. Mieczysław Jan Czyż                                 |
| oficer taborowy                                          | kpt. tab. Antoni Lichnowski                              |
| kapelmistrz                                              | kpt. adm. (kapelm.) Tadeusz Dawidowicz                   |
| dowódca plutonu łączności                                | por. Henryk Decowski                                     |
| dowódca plutonu pionierów                                | por. Antoni Skowron                                      |
| dowódca plutonu artylerii piechoty                       | kpt. art. Maria Czesław Podwin                           |
| dowódca plutonu ppanc.                                   | ppor. Władysław Dudek                                    |
| dowódca oddziału zwiadu                                  | ppor. Kazimierz Michał Dendor                            |
| I batalion                                               |                                                          |
| dowódca batalionu                                        | mjr Tadeusz Danilewicz                                   |
| dowódca 1 kompanii                                       | por. Jan Bratek                                          |
| dowódca plutonu                                          | ppor. Wincenty Sikora                                    |
| dowódca 2 kompanii                                       | kpt. Stanisław Kasper Zemanek                            |
| dowódca plutonu                                          | kpt. Franciszek Cieślar                                  |
| dowódca 3 kompanii                                       | por. Stanisław Kazimierz Jandziś                         |
| dowódca plutonu                                          | ppor. Edward Wacław Dzień                                |
| dowódca 1 kompanii km                                    | kpt. Józef Franciszek Żabiński                           |
| dowódca plutonu                                          | ppor. Wacław Józef Bejćek                                |
| II batalion                                              |                                                          |
| dowódca batalionu                                        | mjr dypl. Andrzej Hytroś                                 |
| dowódca 4 kompanii                                       | kpt. Jakub Prośba                                        |
| dowódca plutonu                                          | ppor. Kazimierz Borecki                                  |
| dowódca plutonu                                          | ppor. Antoni Drelinkiewicz                               |
| dowódca 5 kompanii                                       | kpt. Jan Stefan Osiński                                  |
| dowódca plutonu                                          | ppor. Leon Franciszek Kolek                              |
| dowódca 6 kompanii                                       | por. Bolesław Karol Marszałek                            |
| dowódca plutonu                                          | por. Antoni Rutkowski                                    |
| dowódca 2 kompanii km                                    | kpt. Jan Pietrzak                                        |
| dowódca plutonu                                          | por. Feliks Babula                                       |
| III batalion                                             |                                                          |
| dowódca batalionu                                        | mjr Mieczysław Andrzej Fastnacht                         |
| dowódca 7 kompanii                                       | kpt. Franciszek Kania                                    |
| dowódca plutonu                                          | ppor. Stanisław Adamczak                                 |
| dowódca 8 kompanii                                       | kpt. Aleksander Moreń                                    |
| dowódca plutonu                                          | ppor. Antoni Pupin                                       |
| dowódca 9 kompanii                                       | por. Mieczysław Franciszek Maroszek                      |
| dowódca plutonu                                          | por. Zygmunt Zbigniew Bereźnicki                         |
| dowódca 3 kompanii km                                    | kpt. Franciszek II Baran                                 |
| dowódca plutonu                                          | ppor. Antoni Frączkiewicz                                |
| na kursie                                                | por. Marcin Ozóg                                         |
| na kursie                                                | por. Karol Konstanty Szczepek                            |
| odkomenderowany                                          | por. Władysław Antoni Koba                               |
| 3 obwód przysposobienia wojskowego „Jarosław”            |                                                          |
| kmdt obwodowy PW                                         | kpt. piech. Stefan Gruca                                 |
| kmdt powiatowy PW Nisko                                  | kpt. adm. (piech.) Stanisław I Pieniążek                 |

## 3 pp Leg. w kampanii wrześniowej

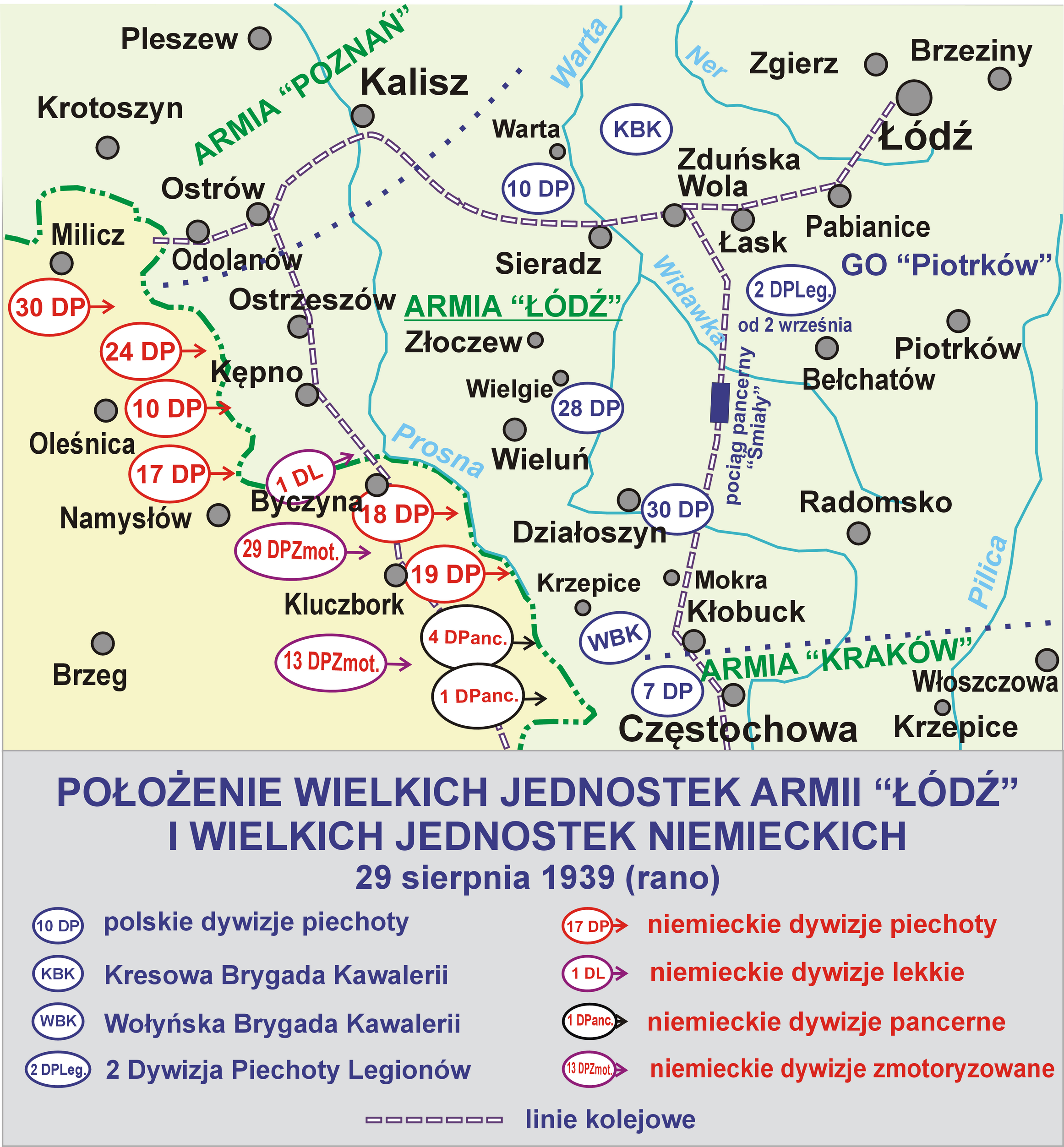
Pułk walczył w składzie 2 DPLeg.

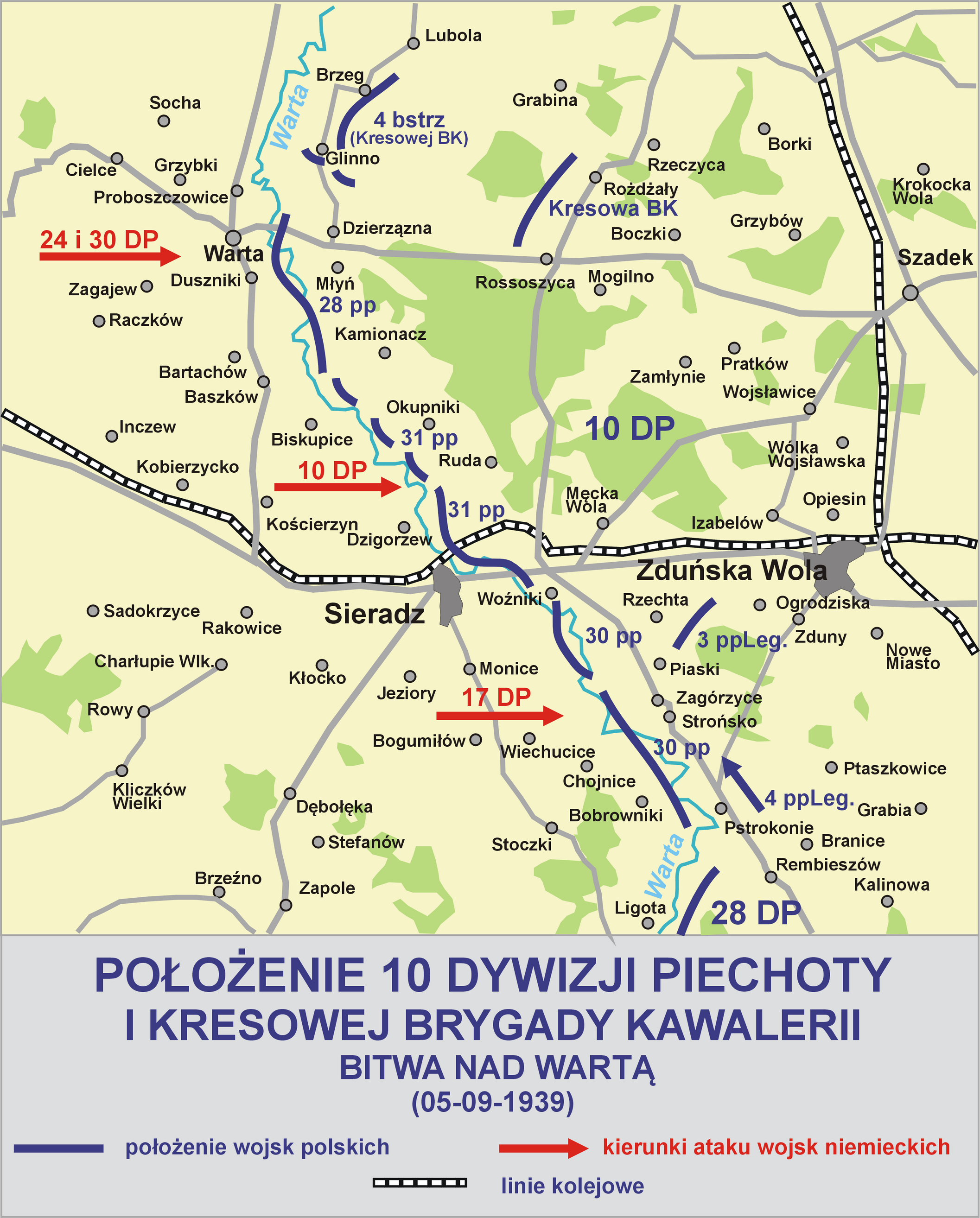
Pułk walczył w składzie 2 DPLeg.

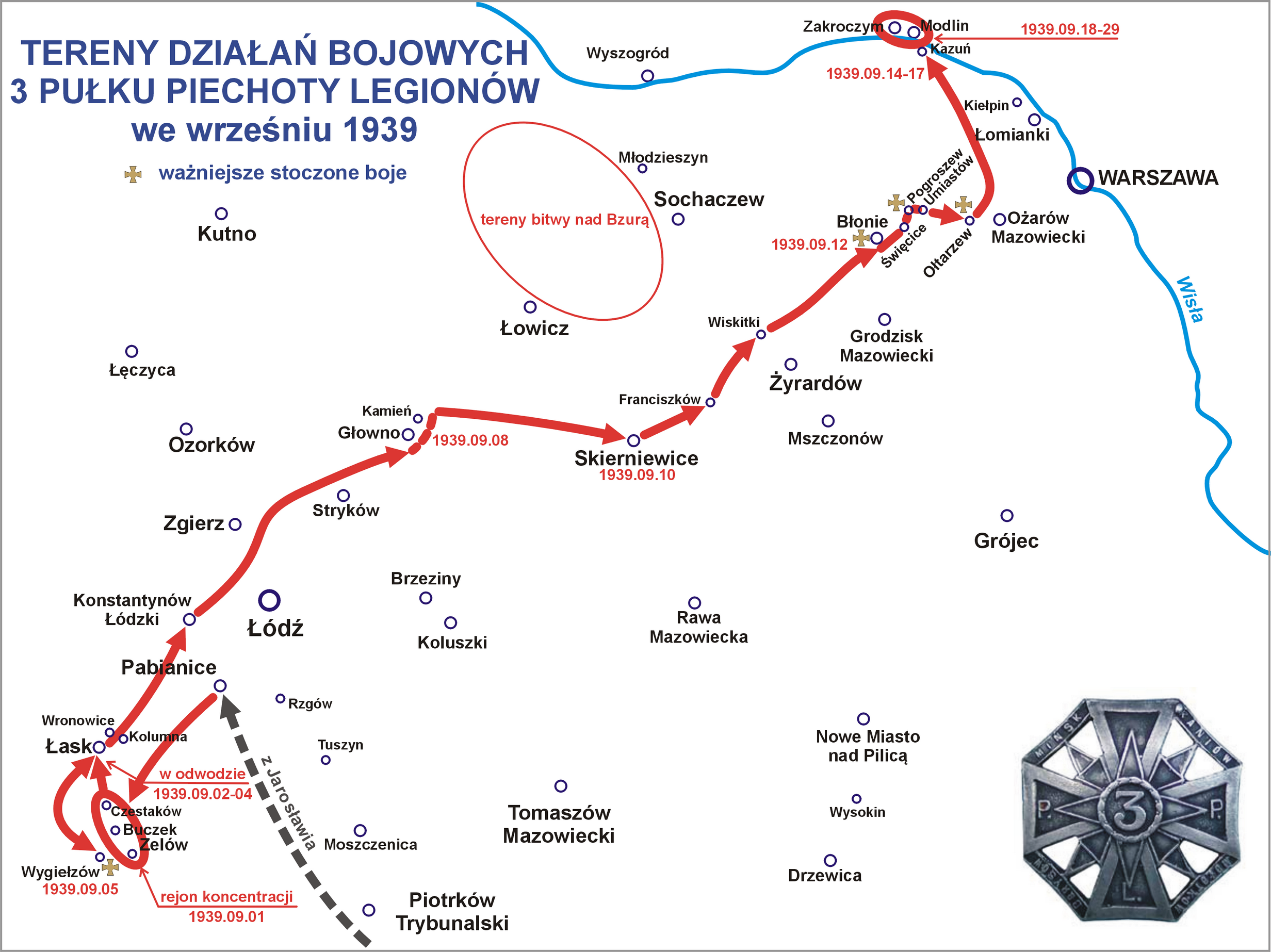
Tereny działania pułku we wrześniu 1939

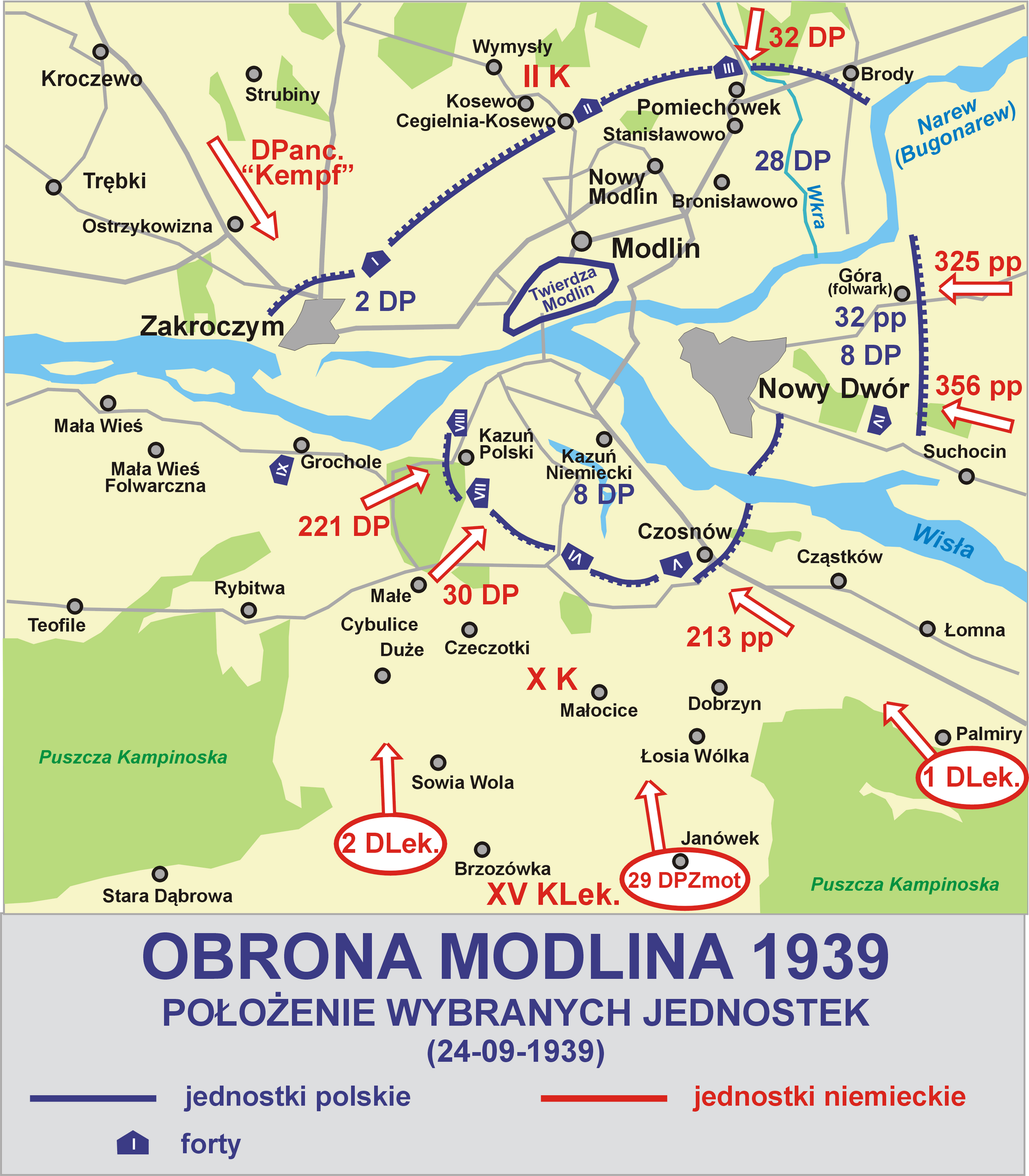

### Mobilizacja
3 pułk piechoty Legionów został zmobilizowany w ramach mobilizacji alarmowej, w grupie żółtej, przeprowadzonej w dniach 27–29 sierpnia 1939 roku w Jarosławiu. W 3 pp Leg. w terminie od A+24 do A+36 zmobilizowano kompletny pułk na etatach wojennych. Dodatkowo w ramach tej samej grupy zmobilizowano:
- kompanię km plot. typ A nr 21 w czasie A+36,
- kompanię kolarzy nr 101 w czasie A+40.

W dalszym terminie w prowadzonej mobilizacji powszechnej, w I jej rzucie od dnia 31 sierpnia do 5 września  zmobilizowano:
- dowództwo 164 pułku piechoty rezerwowy,
- organa kwatermistrzowskie pododdziały poza batalionowe 164 pp (kompanie: gospodarcza, zwiadowcza, przeciwpancerna typu II, plutony: łączności, pionierów i przeciwgazowy).

W II rzucie mobilizacji powszechnej zmobilizowano:
- III batalion 155 pułku piechoty rezerwowy., w terminie X+3,
- batalion marszowy 3 pp Leg. w czasie X+4,
- uzupełnienie marszowe kompanii kolarzy nr 101 w czasie X+4,
- Ośrodek Zapasowy 2 Dywizji Piechoty Legionów w czasie X+7[17].

Stawiennictwo rezerwistów było wzorowe, po wykonaniu czynności ewidencyjnych, pobraniu umundurowania, sprzętu i uzbrojenia pododdziały pułku opuściły koszary w Jarosławiu. Dalszą mobilizację pododdziałów pułku prowadzono w sąsiadujących wsiach Pawłosiowie, Szczytnej i Cieszacinie. 29 sierpnia pułk osiągnął gotowość marszową, po przeglądzie dokonano zaprzysiężenia. 30 sierpnia w godzinach wieczornych rozpoczęto załadunek pododdziałów pułku do transportów kolejowych, na stacji kolejowej w Jarosławiu. W kolejności I batalion, dowództwo pułku z pododdziałami poza batalionowymi, III batalion i jako ostatni 31 sierpnia II batalion. Transporty 3 pp Leg. przybywały do Pabianic od 31 sierpnia do 1 września.

### Działania bojowe

#### Walki odwrotowe
1 września 3 pułk piechoty Legionów przeszedł z Pabianic w rejon Woli Buczkowskiej, Buczek, Bachórzyn, gdzie koncentrowała się 2 Dywizja Piechoty Legionów. W tym rejonie pułk przebywał do 4 września, gdzie prowadzono dalsze szkolenie i zgrywanie pododdziałów. 2 DP Leg., a w jej składzie 3 pp Leg. przebywała w odwodzie Armii „Łódź”. 4 września o świcie pułk pomaszerował do Zelowa, gdzie stanął na postoju. 5 września 2 DP Leg. otrzymała zadanie wykonania przeciwuderzenia na korzyść 10 Dywizji Piechoty celem wyrzucenia oddziałów niemieckich za linię rzeki Warty. 5 września o godz. 7.00 3 pp Leg. podjął marsz w dwóch kolumnach. Kolumna południowa w składzie III batalionu maszerowała poprzez Ignaców, Weronika, Chajczyny, Żagliny, Kozuby Stare, Brody, Ptaszkowice. Kolumna północna maszerowała w składzie sił głównych pułku, poprzez Józefów, Petronelów, Luciejów, Krzewiny, Sędziejowice, Grabina i Ptaszkowice. Przed zmrokiem po dojściu do wsi Młodawin, Świerzyny, na południe od Zduńskiej Woli, po wykonaniu 25 kilometrowego marszu, rozkaz przeciwuderzenia został odwołany. II batalion otrzymał rozkaz zajęcia stanowisk obronnych na odcinku Marżynek-Wygiełzów celem osłony zarządzonego odmarszu 3 pp Leg. poprzez Marzenin, Rossoszę, Łopatki w rejon Łasku. II batalion stoczył krótkie potyczki z niemieckimi patrolami, które wyszły z lasu Zmyślona. Przed świtem 6 września II/3 pp Leg. otrzymał rozkaz dołączenia do macierzystego pułku.
Po nocnym marszu 3 pp Leg., ze wsparciem I dywizjonu 2 pułku artylerii lekkiej Legionów zajął stanowiska obronne na prawym skrzydle dywizji, na zachodnim skraju lasu Rembów. Bataliony I i III zajęły stanowiska na wylotach dróg leśnych na odcinku Anielin, Karszew, Jesionna. Dowództwo pułku, kompanie i plutony poza batalionowe oraz przybyły około południa II batalion stanęły w Poleszynie. O godz. 16.00 niemiecka 17 DP zajęła Łask spychając ubezpieczenia 2 DP Leg. z przedpola. Pułk nie nawiązał kontaktu bojowego. Na rozkaz dowódcy dywizji płk. Jana Dojana-Surówki, 3 pp Leg. wykonał nocny marsz odwrotowy w rejon Konstantynowa poprzez Poleszyn, Markówkę, Wymysłów, Piaski, Porszewice. Rano 7 września 3 pp Leg. dotarł do Konstantynowa i Srebrnej i rozpoczął obsadzanie linii rzeki Ner. W trakcie zajmowania obrony kolejnym rozkazem podjął o godz. 9.00 natychmiastowy dalszy marsz przez Srebrną do Łodzi. Skąd pospiesznie poprzez Łódź-Bałuty nie pobierając zapasów kwatermistrzowskich z magazynów w Łodzi, poprzez Skoszewy i Lipkę dotarł w nocy i zatrzymał się na postój w lesie obok nadleśnictwa Brzeziny. W trakcie marszu w rejonie Skoszew po zmroku pułk był ostrzeliwany przez dywersantów niemieckich, obyło się bez strat. Pułk w trakcie ostatniego marszu pokonał odległość 60 km. 8 września po marszu przez Lubowidzę, do godzin południowych 3 pp Leg. obsadził linię rzeki Mrogi od miejscowości Kamień do Głowna. W I rzucie obrony na pododcinku północnym od Borówki do Osiny zajął pozycje III/3 pp Leg., na pododcinku południowym od Dmosina do Kolonii Grodzisk bronił się I/3 pp Leg. W odwodzie w rejonie wzg. 152 blisko wsi Gozd stał II/3 pp Leg. we wsi Gozd dowództwo pułku. W godzinach popołudniowych stanowiska III batalionu w rejonie Borówki zostały ostrzelane przez artylerię niemieckiej 24 DP. Po odpartym ataku dywersantów niemieckich, na sztab  2 DP Leg., w nocy 8/9 września płk płk Jan Dojan–Surówka wraz z szefem sztabu i dwoma innymi oficerami odjechał do Warszawy, porzucając jej dowództwo. Dowodzenie 2 DP Leg. przejął płk dypl. Antoni Staich. 3 pp Leg. prowadził potyczki z patrolami niemieckiej 10 DP, do świtu 9 września. Rano przeszedł do rejonu wsi Trzcianka, gdzie osłaniał odwrót oddziałów Armii „Łódź”. Następnie jako straż tylna macierzystej dywizji osłaniał odwrót jej nad rzekę Rawkę, maszerując jako jej straż tylna poprzez Bobrową, Chlebów, Maków. Ok. godz. 18.00 pułk dotarł do lasu Zwierzyniec na wschód od Makowa. Nocnym marszem 9/10 września poprzez zatłoczone Skierniewice i Topolę 3 pp Leg. rano 10 września osiągnął wschodni brzeg rzeki Rawki. Zajął na linii Rawki obronę na odcinku Prochowy Młynek-Ruda. Na przedpolu obrony pułku przed południem pojawiły się niemieckie patrole rozpoznawcze, które ostrzelane przez własną artylerię i broń maszynową legionistów, wycofały się. Po południu rozkazem dowódcy pozostałości Armii „Łódź” gen. bryg. Wiktora Thommée, 2 DP Leg., a wraz z nią 3 pp Leg. zostały przesunięte na nowe pozycje obronne. Pułk obsadził pododcinek Ziemiary-Bolimowska Wieś. Przed północą w kolumnie 2 DP Leg., 3 pp Leg. jako straż tylna dywizji rozpoczął marsz w kierunku Warszawy. Nocą 10/11 września prowadzono marsz poprzez Bartniki, Małe Łąki, Antoniew, Sokule, Wiskitki, Drybus, docierając 11 września przed południem do rejonu Gole, Baranów.
2 DP Leg. otrzymała rozkaz natarcia na Błonie celem otwarcia drogi do Warszawy. W tym celu wymaszerowała dywizja o godz. 20.00 w kierunku Błonia. W Bieniewicach 3 pp Leg. wraz z dywizjonem III/30 pułku artylerii lekkiej. odłączył się od kolumny dywizji i zgodnie z zadaniem miał oskrzydlić od północy Błonie wykonując marsz polnymi drogami. Pułk poruszał się marszem ubezpieczonym przez Piorunów, Wawrzyszew. Z uwagi na zniszczone mosty na rzece Utracie pod samym Wawrzyszewem pułk nie zdołał przeprawić się i zająć Białut i Leszna. Podczas nocnego szukania przeprawy od pułku odłączył się III/30 pal. O świcie 12 września 3 pp Leg. osiągnął Białuty i tam zgodnie z rozkazem zatrzymał się na północ od szosy Błonie–Ołtarzew w rejonie dworu Radzików, Witki. Podczas odprawy w Witkach ppłk dypl. Jan Berek otrzymał rozkaz wykonania natarcia w I rzucie dywizji poprzez Pogroszew na Umiastów.

#### Bój pod Umiastowem i Ołtarzewem
Do natarcia pułk ugrupowany został z I i III batalionem w I rzucie natarcia w II rzucie natarcia miał atakować II batalion. 3 pułkowi podporządkowano II batalion 4 pułku piechoty Leg., który miał prowadzić natarcie wzdłuż szosy Ołtarzew-Ożarów. Wsparcie artyleryjskie miał zapewnić III dywizjon 30 pal i 4 i 6 baterie 2 pal Leg. Zaplanowane na godz. 16.00 12 września natarcie opóźniło się i rozpoczęło się o godz. 18.30, przy wsparciu artylerii, 3 pp Leg. zepchnął niemieckie ubezpieczenia i nie napotykając większego oporu zajął I batalionem Pilaszków i folwark Pilaszków, III batalionem Łaźniew i Orły. O godz. 22.00 pułk dotarł do Pogroszewa. Batalion II/4 pp Leg. dotarł bez kontaktu z nieprzyjacielem do Płochocina i utracił kontakt z 3 pp Leg. Natarcie pułku okazało się uderzeniem w próżnię ze względu na wycofanie się oddziałów niemieckich w kierunku Warszawy. W zajętym rejonie pułk spędził całą noc. Rano 13 września generał Wiktor Thommée podjął decyzję wycofania swych wojsk do Modlina. Jednak 2 DP Leg. pozwolił kontynuować natarcie celem osłony wycofania pozostałych swoich oddziałów do Puszczy Kampinoskiej i do Modlina. 13 września ok. godz. 8.00 2 DP Leg. wznowiła natarcie. Oddziały otrzymały rozkaz posuwania się naprzód bez oglądania się na sąsiadów, aż do osiągnięcia punktu zbornego dywizji, na który wyznaczono Żoliborz. 3 pp Leg. o godz. 9.00 rozpoczął natarcie wzdłuż drogi Pogroszew-Umiastów. W pierwszym rzucie nacierały dwa bataliony: I wzdłuż lewej strony drogi na Umiastów, III wzdłuż prawej strony drogi, II batalion znajdował się w odwodzie i posuwał za lewoskrzydłowym I batalionem. Z uwagi na brak amunicji natarcie było wspierane sporadycznym ostrzałem przez III/30 pal. Ok. godz. 10.00 artyleria zaprzestała wsparcia z uwagi na całkowity brak amunicji, przy każdym batalionie pozostawiono tylko po jednym działonie z oficerem w charakterze artylerii ppanc. z pozostałością amunicji. Natarcie rozwijało się powoli w silnym ogniu artylerii niemieckiej, a około południa całkowicie utknęło. Doszło do zaciętych walk, w tym na granaty i wręcz. Ppłk dypl. Jan Berek otrzymał wiadomość, że nieprzyjaciel posuwa się przez Truskaw na zachód, co zagroziło odcięciem drogi odwrotu do Modlina. II odwodowy batalion (bez 4 kompanii) skierowano do Borzęcina Dużego z zadaniem osłony na tym kierunku. O godz. 13.00 płk dypl. Antoni Staich wydał rozkaz dla 3 pp Leg. zakończenia natarcia i oderwania się od nieprzyjaciela, rozkaz ten nie dotarł do III/3 pp Leg., wykonanie rozkazu odwrotu nie było łatwe, dla pułku uwikłanego w bezpośrednią walkę. W tym czasie również nadszedł podobny rozkaz gen. Thomméego. Tymczasem na tyłach polskiej 2 DP Leg. niemiecki 12 pp, wsparty dywizjonem 31 pułku artylerii, zajął Błonie. O godzinie 15.00 ruszyło przygotowywane od rana natarcie niemieckiej 4 Dywizji Pancernej. Niemiecki 35 pułk czołgów uderzył na polski 3 pp Leg. w rejonie Pogroszewa, a wzdłuż szosy w rejonie Ołtarzewa nacierał niemiecki 12 pułk strzelców na II batalion 4 pp Leg.  Czołgi niemieckie, wychodzące ławą z Umiastowa, przejechały na całej szerokości frontu 1 kompanii strzeleckiej z I batalionu i całego III batalionu 3 pp Leg., przełamały polskie linie i przeniknęły na tyły. W walkach tych całkowicie rozbito III batalion pułku, a jego dowódca ranny mjr Mieczysław Fastnacht, dostał się do niewoli. Ciężkie straty poniósł również I batalion. Rozproszone pododdziały I/3 pp Leg. kierowały się przez Zaborów i kolonię Łubiec do Puszczy Kampinoskiej. Wieczorem 13 września dotarły w okolice Starej Dąbrowy, gdzie dowódca 2 DP Leg. podjął próbę uporządkowania oddziałów. Jedynie II batalion dotarł w całości. W boju pod Umiastowem 3 pp Leg. poniósł straty sięgające ponad 50% stanu osobowego i w broni ciężkiej.

#### W obronie Modlina

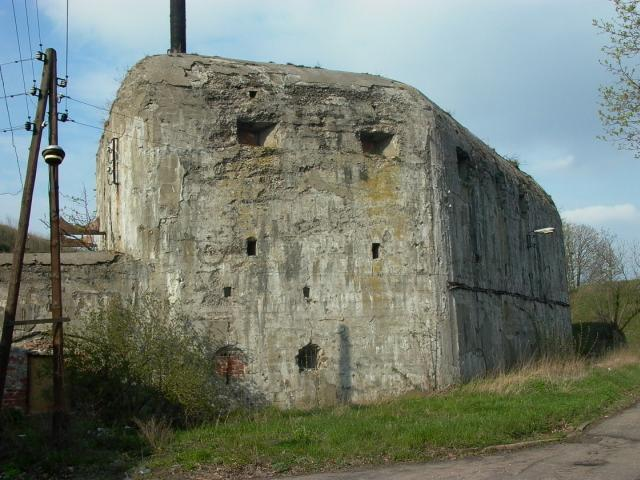
Fort I Twierdzy Modlin, miejsce walk żołnierzy pułku w dniach 18-20 września 1939 roku

Oddziały pułku ostrzeliwane ogniem artylerii nieprzyjaciela po południu 13 września wraz ze zgrupowaniem 2 DP Leg. podążyły przez Puszczę Kampinoską przez Palmiry i Czosnów w kierunku Twierdzy Modlin. Nad ranem 14 września pułk dotarł do Kazunia, gdzie II batalion podporządkowano czasowo 2 pułkowi piechoty Leg., który zajął odcinek od Zakroczymia do Gałach. II/3 pp Leg. zajął pozycję w jarze przy drodze do Modlina. 17 września dowódca 2 DP Leg. zakończył reorganizacje oddziałów dywizji. W skład 3 pp Leg. włączono IV batalion marszowy 32 pułku piechoty. 3 pp Leg. zajął pododcinek obronny w rejonie Fortu I. Batalion II/3 pp Leg. zajął stanowiska obronne w rejonie Gałachy-Fort I, podlegał bezpośrednio rozkazom dowódcy dywizji. 18 września kompanie II/3 pp Leg. wspomagały 2 pułk piechoty Legionów w odparciu ataków na Zakroczym niemieckiego 400 pp z 228 DP. W związku ze zmianami obsady odcinków 3 pp Leg. 19 września zluzował oddziały 30 Dywizji Piechoty na odcinku „Modlin-Twierdza”. Dowództwo pułku stacjonowało tuż obok Bramy Zakroczymskiej. 20 września, pułk podjął rozbudowę umocnień obronnych, II batalion w ramach odcinka zajął stanowiska w rejonie Bramy Ledóchowskiego. Od 20 do 25 września żołnierze 3 pp Leg. pozostawali pod ciągłym ostrzałem artylerii niemieckiej, co powodowało coraz większe straty osobowe. Od 23 września wprowadzono racjonowanie zużycia amunicji. W dniach 25-27 września 3 pp Leg. odparł kilka kolejnych natarć oddziałów niemieckiej Dywizji Pancernej „Kempf” wspartych ogniem niemieckiej artylerii i bombardowaniami lotnictwa nurkującego. 28 września o godz. 6.30 na pozycje 3 pp Leg. oddziały DPanc. „Kempf” wykonały ostatni szturm. Wobec pogarszającego się położenia ogólnego braku amunicji, żywności, lekarstw i dużej ilości rannych 28 września dowództwo obrony Modlina podjęło rozmowy kapitulacyjne. O godz. 14.00 podpisano protokół kapitulacyjny. 29 września o godz. 8.00, nastąpiła rzeczywista kapitulacja twierdzy. O godz. 12.00 żołnierze 3 pp Leg. złożyli broń i oddali się do niemieckiej niewoli.

### Oddział Zbierania Nadwyżek 3 pp Leg. i batalion marszowy 3 pp Leg.

#### Batalion marszowy 3 pp Leg.
Batalion sformowano z nadwyżek osobowych powstałych w trakcie mobilizacji. Po pierwszych czynnościach w koszarach dalszą mobilizację prowadzono we wsi Pawłosiów, 3 km na zachód od Jarosławia. Po sformowaniu batalion nie mógł być wysłany do uzupełnienia stanów macierzystego pułku, z uwagi na zniszczenie przez lotnictwo niemieckie infrastruktury kolejowej. Ze względu na sytuację na froncie w dniu 8 września wszedł w skład organizowanej Grupy „Jarosław” ppłk. Jana Wójcika, użyto go w obronie linii Sanu pod Jarosławiem. 10 września 1939 pozycje obronne na linii Sanu pod Jarosławiem zajmowało zgrupowanie ppłk. Jana Wójcika, w którego składzie znalazł się batalion marszowy 3 pp Leg. Zgrupowanie osłaniało odwrót 10 Brygady Kawalerii. Około godziny 22.00 dowódca batalionu marszowego 3 pp Leg. otrzymał rozkaz wzmocnienia obrony mostu na Sanie w Radymnie. Do realizacji zadania wydzielił 3 kompanię strzelecką wraz z 3 plutonem karabinów maszynowych (bez broni ciężkiej). Kompania dotarła przez Surochów i Wietlin do Wysocka i 11 września zmuszona została do wycofania się w kierunku wsi Łazy i Laszki, gdzie prowadziła działania opóźniające. W ich trakcie uległa rozproszeniu. 2 kompania strzelecka broniła linii Sanu pod Leżachowem. Reszta batalionu marszowego znajdowała się w odwodzie Grupy „Jarosław” na wschód od Koniaczowa, obok wzgórza 190 „Mogiła”. W jego skład wchodziła zaledwie 1 kompania strzelców z plutonem karabinów maszynowych (bez broni ciężkiej) i plutony specjalne. 11 września około godziny 11.00 po silnym przygotowaniu artyleryjskim ruszyła do natarcia niemiecka 2 Dywizja Pancerna. W zażartych walkach przełamano polską obronę i około 15.00 rozpoczął się odwrót. W powstałym zamieszaniu rozkaz odwrotu nie dotarł do dowódcy batalionu marszowego 3 pp Leg., jednak rozpoczął on uporządkowany i planowy odwrót z własnej inicjatywy. W jego trakcie dwa samoloty niemieckie z małej wysokości zaatakowały zwarte oddziały, które poszły w rozsypkę i w całości już się nie zebrały.
Dowódca batalionu – por. rez. Michał Górski
dowódca 1 kompanii strzeleckiej – ppor. rez. Karol Rybowicz
- I pluton – ppor. rez. Stanisław Sobecki
- II pluton – ppor. rez. Andrzej Mieczysław Bazanowski
- III pluton – NN

dowódca 2 kompanii strzeleckiej – NN
dowódca 3 kompanii strzeleckiej – NN
dowódca kompanii karabinów maszynowych – ppor. rez. Henryk Kaliński
Pozostałości Grupy „Jarosław” skierowały się do lasów na północ Radawy, gdzie 13 września ponownie je zbombardowano. Do 17 września kluczyły w lasach Puszczy Różanieckiej. Wobec beznadziejnej sytuacji zniszczono tam pozostały sprzęt, a oddział rozwiązano.

#### Oddział Zbierania Nadwyżek 3 pp Leg.
Po wyjeździe 3 pp Leg. na teren operacyjny Armii „Łódź”, na terenie koszar i garnizonu w Jarosławiu pozostały pozostałości po mobilizacji alarmowej, w tym oficerowie i żołnierze. Z chwilą ogłoszenia mobilizacji powszechnej przybywali następni rezerwiści, konie i wozy konne z poboru. Na bazie tych zasobów osobowych, sprzętu i uzbrojenia sformowano oddziały i pododdziały przewidziane planem mobilizacyjnym. Przy czym mobilizację pododdziałów II rzutu rozkazem Ministra Spraw Wojskowych przyspieszono o dwa dni. Wszystkie pozostałe nadwyżki mobilizacyjne żołnierzy, koni, sprzętu i uzbrojenia pod dowództwem mjr Kazimierza Nizieńskiego (II zastępcy dowódcy pułku) weszły w skład formowanego w koszarach 3 pp Leg. Ośrodka Zapasowego 2 Dywizji Piechoty Leg. pod dowództwem ppłk Jana Wójcika. Z batalionów zmobilizowanych w OZN 3 pp Leg. i OZ 2 DP Leg. powstała Grupa „Jarosław” ppłk Jana Wójcika. Pozostałość OZ 2 DP Leg. częściowo uzbrojona i słabo wyposażona odmaszerowała w kierunku wschodnim do Tarnopola, pod dowództwem zastępcy dowódcy Ośrodka mjr. Kazimierza Nizieńskiego.
Batalion zbiorczy Ośrodka Zapasowego 2 DP Leg.
Pozostałości Ośrodka Zapasowego 2 DP Leg. wycofano wcześniej z Jarosławia do Lubaczowa, skąd 12 września dotarły do Bełżca. Z różnych luźnych grup sformowano tam zbiorczy batalion osłonowy Ośrodka Zapasowego. W jego skład weszły między innymi resztki batalionu marszowego 3 pp Leg. Batalion posiadał pluton ciężkich karabinów maszynowych na taczankach. Osłaniając wycofujący się na Rawę Ruską Ośrodek Zapasowy, odrzucił w lesie między Bełżcem a Lubyczą Królewską niemiecki oddział rozpoznawczy. Umożliwiło to wycofanie się Ośrodka w kierunku Mostów Wielkich i Kamionki Strumiłowej do lasów w rejonie Brodów. 16 września batalion wraz z Ośrodkiem rozpoczął marsz z Brodów przez Podkamień w kierunku Tarnopola. Rano 18 września w miasteczku Załoźce polskie oddziały otoczono i rozbrojono.
Dowódca Ośrodka Zapasowego – mjr Kazimierz Nizieński
Dowódca batalionu zbiorczego – kpt. Tadeusz Dawidowicz
- 1 kompania strzelecka– por. Mieczysław Maroszek
  - I pluton - ppor. rez. Henryk Kaliński

- pluton karabinów maszynowych na taczankach – ppor. rez. Krokosz.

| Struktura organizacyjna i obsada personalna we wrześniu 1939 | Struktura organizacyjna i obsada personalna we wrześniu 1939 | Struktura organizacyjna i obsada personalna we wrześniu 1939 |
| Stanowisko                                                   | Stopień, imię i nazwisko                                     | Dalsze losy                                                  |
| Dowództwo                                                    | Dowództwo                                                    | Dowództwo                                                    |
| ------------------------------------------------------------ | ------------------------------------------------------------ | ------------------------------------------------------------ |
| dowódca pułku                                                | ppłk dypl. piech. Jan Berek                                  |                                                              |
| I adiutant                                                   | kpt. Stanisław Podhalicz                                     |                                                              |
| II adiutant                                                  | NN                                                           |                                                              |
| oficer łączności                                             | NN                                                           |                                                              |
| oficer informacyjny                                          | NN                                                           |                                                              |
| kwatermistrz                                                 | kpt. Franciszek Cieślar                                      |                                                              |
| oficer płatnik                                               | por. Piotr Armatys                                           |                                                              |
| oficer żywnościowy                                           | ppor. Rolski                                                 |                                                              |
| naczelny lekarz                                              | kpt. lek. dr Stefan Lewicki                                  |                                                              |
| kapelan                                                      | NN                                                           |                                                              |
| I batalion                                                   |                                                              |                                                              |
| dowódca batalionu                                            | mjr Tadeusz Danilewicz                                       |                                                              |
| adiutant                                                     | ppor. rez. Alojzy Hawryłowicz                                |                                                              |
| dowódca plutonu łączności                                    | NN                                                           |                                                              |
| dowódca 1 kompanii strzeleckiej                              | por. Jan Bratek                                              | †13 IX w Pogroszewie                                         |
| dowódca 2 kompanii strzeleckiej                              | ppor. Stanisław Adamczak                                     | 13 IX dostał się do niewoli                                  |
| dowódca 3 kompanii strzeleckiej                              | por. Stanisław Roman Jandziś                                 |                                                              |
| dowódca 1 kompanii km                                        | por. Władysław Koba                                          |                                                              |
| II batalion                                                  |                                                              |                                                              |
| dowódca batalionu                                            | mjr Stanisław Żwirski                                        |                                                              |
| adiutant                                                     | NN                                                           |                                                              |
| dowódca plutonu łączności                                    | NN                                                           |                                                              |
| dowódca 4 kompanii strzeleckiej                              | ppor. Kazimierz Borecki                                      | †9 IX w Makowie                                              |
| dowódca I plutonu                                            | ppor. Antoni Drelinkiewicz                                   |                                                              |
| dowódca 5 kompanii strzeleckiej                              | ppor. Leon Franciszek Kolek                                  | †7 IX Głowno                                                 |
| dowódca 6 kompanii strzeleckiej                              | kpt. Aleksander Krasucki                                     |                                                              |
| dowódca 2 kompanii km                                        | NN                                                           |                                                              |
| III batalion                                                 |                                                              |                                                              |
| dowódca batalionu                                            | mjr Mieczysław Fastnacht                                     | 13 IX dostał się do niewoli                                  |
| adiutant                                                     | NN                                                           |                                                              |
| dowódca plutonu łączności                                    | por. rez. Tadeusz Nowakowski                                 |                                                              |
| dowódca 7 kompanii strzeleckiej                              | por. rez. doc. dr Stanisław Klimek                           | †13 IX w Pogroszewie                                         |
| dowódca 8 kompanii strzeleckiej                              |                                                              |                                                              |
| dowódca I plutonu                                            | ppor. Antoni Pupin                                           | (od 6 IX) dowódca 8 kompanii od 13 IX w niewoli              |
| dowódca 9 kompanii strzeleckiej                              | ppor. Zygmunt Zbigniew Bereźnicki                            | †13 IX pod Umiastowem                                        |
| dowódca 3 kompanii km                                        | NN                                                           |                                                              |
| Pododdziały specjalne                                        |                                                              |                                                              |
| dowódca kompanii przeciwpancernej                            | ppor. Władysław Dudek                                        |                                                              |
| dowódca kompania zwiadu                                      | ppor. Kazimierz Michał Dendor                                |                                                              |
| dowódca plutonu artylerii piechoty                           | kpt. Marian Czesław Podwin                                   |                                                              |
| zastępca dowódcy plutonu                                     | ppor. rez. Jerzy Krzymanowski                                | †28 IX w Gałachach                                           |
| dowódca plutonu pionierów                                    | por. Antoni Ciesielski                                       |                                                              |
| dowódca plutonu przeciwgazowego                              | por. Antoni Skowron                                          |                                                              |
| dowódca plutonu łączności                                    | NN                                                           |                                                              |

## Symbole pułku

Sztandar 3 pp Leg. – strona lewa.

Sztandar 3 pp Leg. – strona prawa.

### Sztandar pułku
Pierwszy sztandar pułk otrzymał w 1915 roku w Czerniowcach z inicjatywy węgierskich ochotników służących wówczas w jednostce. Drugą chorągiew ufundowało w styczniu 1917 społeczeństwo Podhala. Sztandary te utracono pod Rarańczą 15 lutego 1918, wpadły w ręce wojsk austro-węgierskich. Trzeci z kolei sztandar pułk otrzymał w dziesiątą rocznicę powstania.
27 września 1923 Prezydent RP zatwierdził chorągiew pułku. Chorągiew, ufundowana przez miasta Ostrowiec Świętokrzyski i Opatów, wręczona została 30 września 1924. Motywem kolorystycznym obu stron płata był czerwony krzyż maltański na białym tle. W środku prawego płata umieszczono wieniec wawrzynowy z haftowanym srebrnym orłem. Między ramionami krzyża, również w otoku wieńca wawrzynu, znajdował się numer pułku: 3. Środek lewego płata zajmował wieniec wawrzynowy z dewizą: Honor i Ojczyzna. W rogach herby Opatowa, Ostrowca, odznaki pułkowe z czasów Żelaznej Brygady. Na ramionach krzyża nazwy miejscowości i daty związane z tradycjami bojowymi pułku:
- Mołotków 29 października 1914
- Kaniów 11 maja 1918
- Mińsk 9 sierpnia 1919
- Borysów 17 września 1919

Drzewce zwieńczone było srebrną głowicą z orłem, zwróconym głową w lewo, rozchylonymi skrzydłami, siedzącym na podstawie z numerem pułku. Na drzewcu, poniżej podstawy orła umocowana była kokarda z biało-czerwoną wstęgą.
- Na wstędze białej napis: 3 p.p. LEG. NA JEGO 20-lecie
- Na wstędze czerwonej: KOŁO „TRZECIAKÓW” B. ŻOŁN. 3 p.p. L.P.

Od 28 stycznia 1938 chorągiew pułkowa zaczęła być oficjalnie nazywana sztandarem.
W sierpniu 1939 roku sztandaru nie oddano do Ośrodka Zapasowego pułku. Wraz z pułkiem przeszedł cały szlak bojowy. Razem z dokumentami pułkowymi został zakopany w pobliżu cmentarza modlińskiego. Dalsze jego losy nie są znane.

### Święto pułku
Święto pułku przypadało 30 września, w rocznicę wymarszu na front w 1914 roku. Obchodzone było uroczyście, z udziałem zaproszonych gości, wojskowych i cywilnych. Rozpoczynało się mszą polową, po defiladzie odbywał się uroczysty raport, odczytywano rozkaz dowódcy pułku, wręczano nagrody i odznaki strzeleckie oraz odznaki pułkowe. Odbywał się wspólny obiad z udziałem dowódcy, oficerów i zaproszonych gości. Święto kończył festyn i bal oficerski.

### Odznaka pamiątkowa

Krzyż Honorowy

Krzyż Kaniowski

W czasie istnienia pułku używano kilku rodzajów odznak. Początkowo nie istniała odznaka wyróżniająca tylko żołnierzy pułku, używano odznaki II Brygady Legionów Polskich. Uczestnicy bitwy pod Kaniowem nosili Krzyż Kaniowski. W 1916 roku ustanowiono Krzyż Honorowy 3 pułku Legionów Polskich, nadawany do 1917 roku. Krzyż ten zatwierdzono jako odznakę pułkową pod koniec 1921 roku i oficjalnie używano do 1928 roku, do czasu wejścia do użytku nowej odznaki pamiątkowej.
Wzór tej odznaki wraz z regulaminem normował Dziennik Rozkazów MSWojsk. Nr 26 poz. 295 z 1928 roku. Wykonana była w formie krzyża kawalerskiego, połączonego ażurowymi poprzeczkami, na którą centralnie nałożono Gwiazdę Honorową – odznakę pułku z II Brygady Legionów. Była to ośmiopromienna gwiazda, w środku której znajdowała się cyfra pułkowa 3 z wieńcem wokoło (występowały również wersje ze złotą nakładką cyfry 3). Emaliowana była granatowo, zaś sam krzyż, w gwieździe – na żółto. Kolory nawiązywały do barw piechoty. Na ramionach poziomych krzyża – litery P-P (pułk piechoty). Na ramieniu dolnym litera L (Legionów). Na ażurowych poprzeczkach krzyża maltańskiego, które emaliowane były na biało, nazwy pól bitewnych:
- Mińsk
- Kaniów
- Mołotków
- Borysów.

Odznaka emaliowana, przeznaczona dla oficerów, wykonana była jako wieloczęściowa. Wersja nieemaliowana – jednoczęściowa, sporządzana była z tombaku srebrzonego i oksydowanego.

## Legioniści
Dowódcy pułku

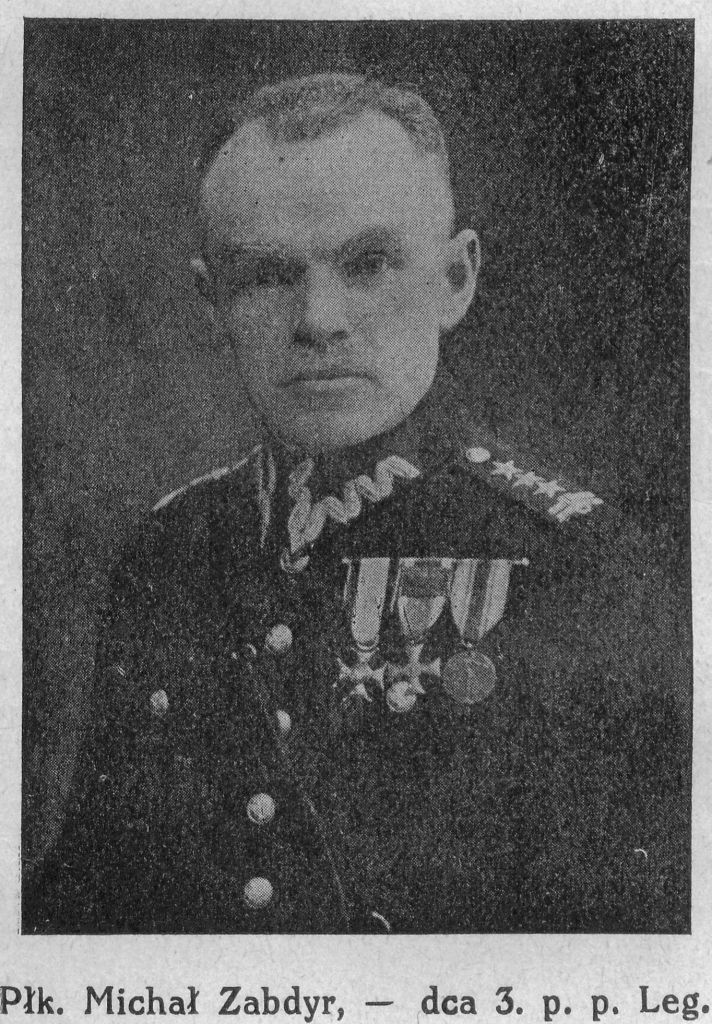
Michał Zabdyr

- mjr piech. Józef Szczepan (28 III 1919 – 17 VII 1920)
- mjr piech. Kazimierz Brożek (18 VII – 18 IX 1920)
- ppłk / płk piech. Michał Zabdyr (20 IX 1920 – 2 X 1929)
- płk piech. Leon Grot (XII 1929 – X 1935)
- płk Mieczysław Łukoski (1935 – 1939)
- ppłk Jan Zygmunt Berek (VII – IX 1939)

Zastępcy dowódcy pułku
- ppłk piech. Eustachy Serafinowicz (10 VII 1922 – 1924[49])
- ppłk piech. Edmund Bohus (1925 – V 1927 → oficer placu Równe)
- ppłk piech. Stanisław I Śliwiński (V 1927 – 28 I 1931 → dowódca 77 pp[50])
- ppłk piech. Edward Korwin-Kossakowski (28 I 1931[51] – 7 VI 1934 → dowódca 85 pp)
- ppłk dypl. Stanisław IV Rutkowski (od 7 VI 1934)
- ppłk piech. Jan II Wójcik (X 1937 – VIII 1939 → dowódca OZ 2 DP Leg.)

Kwatermistrzowie
- kpt. piech. Stanisław Michocki (1922 – 1924)
- mjr piech. Konstanty Bilczyński (był w 1925 – V 1927[52])
- mjr / ppłk piech. Franciszek Sudoł (V 1927 – IV 1928)
- mjr piech. Antoni Balko (IV 1928 – III 1929)
- mjr piech. Piotr Mienicki (VII 1929[53] – IV 1934[54])
- mjr piech. Tadeusz Brincken (IV 1934 – IV 1935)
- mjr piech. Kazimierz Nizieński (IV 1935 – 1939)
- kpt. piech. Franciszek Cieślar (IX 1939)

Inni oficerowie pułku
- kpt. piech. Wacław Zbrowski
- kpt. piech. Władysław Frączek
- mjr piech. Jan Świątecki
- mjr dypl. piech. Lucjan Stanek
- mjr / ppłk piech. Kazimierz Brożek
- mjr piech. Czesław Karol Czajkowski
- mjr piech. Jan Świątecki
- mjr piech. Władysław Frączek
- mjr piech. Jarosław Zawałkiewicz
- mjr piech. Antoni Balko
- mjr piech. Czesław Karol Czajkowski
- mjr dypl. łącz. Stanisław Jamka
- mjr piech. Tadeusz Brincken
- mjr piech. Stanisław Wyderka
- mjr piech. Kazimierz Nizieński
- mjr piech. Tadeusz Brincken
- kpt. piech. Antoni Hajzik
- kpt. piech. Leon Pszonczak
- por. piech. Zdzisław Baczyński (1924–1932)
- por. piech. Stanisław Klimek
- por. piech. Franciszek Płatek (dowódca kompanii km)
- por. piech. rez. Mieczysław Stachowski
- ppor. piech. rez. Adam Ciołkosz
- ppor. piech. rez. Adam Wiesław Dołęga-Zakrzewski

Podoficerowie pułku
- Michał Zieliński

### Kawalerowie Virtuti Militari

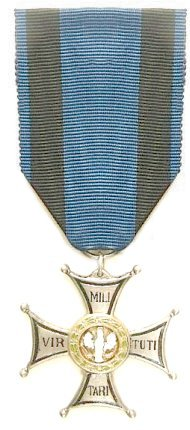
Order Virtuti Militari

Żołnierze 3 Pułku Piechoty Legionów odznaczeni Krzyżem Srebrnym Orderu Wojskowego Virtuti Militari za wojnę 1919–1920.

1. śp. kpr. Antoni Bajowski
2. śp. chor. Paweł Barys
3. plut. Kazimierz Bartosiewicz
4. st. szer. Michał Barwiołek
5. kpt. Kazimierz Baszniak
6. sierż. Franciszek Bębenek
7. st. szer. Wojciech Bendyk
8. chor. Robert Bernaś
9. ks. kpl. Władysław Biały
10. szer. Franciszek Bielusiak
11. st. szer. Stanisław Biernat
12. śp. Franciszek Błasiak
13. śp. ppor. Jan Błażkow
14. kpt. Józef Bochnia
15. mjr Piotr Bartak
16. chor. Henryk Boryczko
17. kpt. Kazimierz Brożek
18. st. szer. Stanisław Bubel
19. śp. ppor. Józef Ćwiękała
20. mjr Henryk Chełmicki
21. por. Zygmunt Chimiak
22. ppor. Jan Chudzicki
23. kpt. Czesław Karol Czajkowski
24. st. szer. Stanisław Cząstka
25. śp. ppor. Bronisław Czermak
26. płk Walerian Czuma
27. plut. Kazimierz Damm nr 5953
28. śp. st. szer. Józef Dębski[58] nr 5958
29. chor. Władysław Dobrowlański
30. st. szer. Jan Dolak
31. śp. st. szer. Jan Dominik
32. mjr dypl. Janusz Dżugay nr 5948
33. śp. Eugeniusz Elzenberg
34. kpt. Józef Englicht
35. śp. plut. Tadeusz Farny
36. śp. kpr. Józef Filipek
37. sierż. Jakub Flema
38. por. Jan Figus
39. szer. Antoni Frączek
40. kpt. Władysław Frączek
41. plut. Izydor Frączkiewicz
42. por. Bolesław Frey
43. chor. Jan Gackowiec-Oleśnicki
44. st. szer. Józef Gacek
45. chor. Marceli Gazda
46. śp. kpr. Stefan Górecki
47. plut. Józef Górka
48. kpt. Stefan Górnisiewicz
49. sierż. Antoni Górszczyk
50. kpr. Jan Grocholski
51. kpr. Michał Gronkowski
52. ppłk lek. dr Edmund Gross
53. st. szer. Adolf Gruber
54. szer. Józef Grządziel
55. mjr Władysław Homme
56. mjr dypl. Jan Hyc
57. kpr. Andrzej Hytroś
58. kpr. Józef Jaworski
59. kpt. Stanisław Alojzy Maksymilian Janczyni
60. por. Franciszek Stanisław Janusz
61. por. Stanisław II Jastrzębski
62. szer. Feliks Jelonek
63. kpt. Franciszek Junker
64. sierż. Władysław Jurkowski
65. por. Michał Iwulski
66. kpr. Kazimierz Kaciukiewicz
67. kpt. Stanisław Kalabiński
68. śp. ppor. Karol Kalinowski
69. sierż. Andrzej Kalandyk
70. kpt. Aleksander Kędzior
71. kpt. Stefan Kijak
72. śp. ppor. Kazimierz Kiersnowski
73. kpt. Karol Janusz Komaniecki
74. st. sierż. Dominik Kończycki
75. por. Jan Korybski
76. plut. Andrzej Kosior
77. sierż. Jan Kosieradzki
78. śp. plut. Władysław Kowalski
79. st. sierż. Dymitr Kowcz
80. plut. Michał Kamionka
81. kpr. Jan Kot
82. st. sierż. Stefan Kożubski
83. kpt. Rudolf Krajewski
84. kpt. Józef Kramarczyk-Krążnicki
85. por. Leopold Krizar
86. sierż. Marian Kubera
87. szer. Antoni Kuc
88. kpt. Marian Kułakowski
89. śp. sierż. Władysław Kunz
90. ppłk Józef Kwaciszewski
91. śp. pchor. Stefan Lejczak
92. kpt. Karol Lenczowski
93. śp. sierż. Wincenty Lewicki
94. śp. st. sierż. Władysław Lipina
95. śp. ppor. Marian Loesch
96. płk lek. dr Edward Loth
97. chor. Stefan Kuczkowski
98. plut. Stefan Lgocki
99. por. Franciszek Lubaś
100. kpt. Jan Łomnicki
101. śp. por. Jan Łysek
102. śp. chor. Konstanty Majewski
103. por. Władysław Malinowski
104. chor. Franciszek Markiel
105. kpt. Władysław Marzewski
106. st. sierż. Wojciech Masłowiec
107. śp. chor. Lucjan Mączyński
108. kpt. Stanisław Michocki nr 7377
109. mjr Bolesław Miś
110. kpt. Józef Franciszek Mitschein nr 7378
111. kpt. Józef Morawski
112. por. Jan Możdżeń
113. plut. Józef Muchla
114. śp. szer. Bartłomiej Murmyłło
115. kpt. Wincenty Litwinowicz
116. szer. Józef Myczko
117. por. Marian Mysłakowski
118. śp. plut. Rudolf Nardelli nr 7673
119. chor. Jan Niedziołek
120. por. Marian Niewiadomski
121. kpt. Kazimierz Nodzeński
122. kpr. Tadeusz Nowicki
123. śp. sierż. Jan Olej
124. płk Bruno Olbrycht
125. śp. plut. Władysław Orczykowski
126. śp. por. Antoni Organ nr 7675
127. śp. st. sierż. Stefan Orsza-Mrowiński
128. śp. sierż. Piotr Osiadły nr 5587
129. mjr dypl. Józef Papeć
130. mjr Tadeusz Parafiński
131. plut. Szymon Pasternak
132. kpr. Tadeusz Patla
133. sierż. Wojciech Patraś
134. sierż. Stanisław Pawelec
135. śp. kpr. Antoni Pawliszyn
136. kpr. Stanisław Pełka
137. sierż. Kazimierz Petro
138. kpt. Bronisław Teofil Piwko
139. śp. kpt. Antoni Plichta
140. mjr Karol Płoszajski
141. chor. Jan Pomarzański
142. mjr Marian Porwit
143. mjr Stanisław Profic
144. płk Hieronim Przepiliński
145. śp. plut. Jan Radoń
146. kpr. Rudolf Reiff
147. śp. ppor. Stanisław Rewoliński
148. śp. sierż. Franciszek Rutkowski
149. kpt. Stanisław Rutkowski
150. plut. Michał Rychter
151. kpt. Eugeniusz Quirini
152. kpr. Tadeusz Seruga
153. kpr. Wacław Ślężak
154. sierż. Adam Śliwiński
155. st. sierż. Zygmunt Śliwocki
156. kpt. Jan Słomka
157. plut. Jan Skiba
158. chor. Józef Sknurzyl
159. sierż. Franciszek Smołucha
160. kpr. Mikołaj Sobolewski
161. ppłk Witold Sokołowski
162. plut. Adam Sosnowski
163. szer. Jan Stachowicz
164. st. sierż. Władysław Stalski
165. mjr Stanisław Stark
166. śp. por. Tadeusz Stecki
167. chor. Wacław Strzałka
168. ppor. Edmund Mieczysław Strużanowski
169. por. Wojciech Szafran
170. ppłk Józef Szczepan
171. chor. Stanisław Szczotka
172. ppor. Stanisław Szczygieł
173. śp. sierż. Tadeusz Szoja
174. śp. sierż. Stanisław Szpiech
175. śp. mjr Bogusław Szul-Skjöldkrona
176. śp. kpt. Zygmunt Tarkowski
177. mjr Mieczysław Tasiecki
178. pchor. Tadeusz Toczyski
179. kpr. Ludwik Tyc
180. por. Marian Turban (Urban)
181. ppłk Karol Udałowski
182. por. Józef Wanat
183. szer. Roman Warchałowski
184. kpr. Wawrzyniec Warjas
185. śp. por. Jan Wasylewicz
186. śp. por. Edward Wawrzycki
187. ppłk Józef Wimmer
188. mjr dr Walerian Wiśniewski
189. por. Marian Włodarkiewicz[i]
190. kpr. Władysław Wolański
191. mjr lek. Marian Wowkonowicz
192. kpr. Andrzej Wróbel
193. ppor. Ignacy Zalewski
194. kpr. Jan Zatorski
195. kpr. Wojciech Ziemba
196. kpt. Julian Osowski

Ponadto 48 oficerów i 371 szeregowych zostało odznaczonych Krzyżem Walecznych, w tym 5 trzykrotnie i 35 dwukrotnie.
Odznaczeni Srebrnym Krzyżem Orderu Wojennego Virtuti Militari za walki 1939 r.:
- ppłk Jan Zygmunt Berek – Virtuti Militari IV klasy,
- mjr Tadeusz Danilewicz – Virtuti Militari V klasy,
- mjr Stanisław Żwirski – Virtuti Militari V klasy,
- mjr Mieczysław Andrzej Fastnacht – Virtuti Militari V klasy.

### Żołnierze 3 pułku piechoty Legionów – ofiary zbrodni katyńskiej
Biogramy ofiar zbrodni katyńskiej znajdują się między innymi w bazach udostępnionych przez Ministerstwo Kultury i Dziedzictwa Narodowego oraz Muzeum Katyńskie.
| Nazwisko i imię       | stopień    | zawód             | miejsce pracy przed mobilizacją   | zamordowany |
| --------------------- | ---------- | ----------------- | --------------------------------- | ----------- |
| Barwiołek Michał      | chorąży    | żołnierz zawodowy | szef kancelarii                   | Katyń       |
| Beksiński Władysław   | ppor. rez. | agronom           | inspektor powiatowy w Tarnobrzegu | Katyń       |
| Brodniewicz Teofil    | por. rez.  | handlowiec        |                                   | Katyń       |
| Burakowski Michał     | ppor. rez. | nauczyciel        | Szkoła Powszechna w Horyńcu       | Katyń       |
| Ciosiński Zdzisław    | ppor. rez. | inżynier rolnik   |                                   | Katyń       |
| Dudzic Julian Jerzy   | ppor. rez. | sportowiec        | KS „Cracowia”                     | Katyń       |
| Joniec Juliusz        | ppor. rez. | magister praw     | biuro notarialne w Łańcucie       | Katyń       |
| Kamiński Jan          | ppor. rez. | urzędnik          | Izba Skarbowa w NIsku             | Katyń       |
| Kamiński Józef        | ppor. rez. | nauczyciel        | Szkoła w Małogoszczu              | Katyń       |
| Kuca Henryk           | ppor. rez. | urzędnik          | Urząd Gminy Rozwadów              | Katyń       |
| Kulczycki Włodzimierz | ppor. rez. |                   | Junackie Hufce Pracy              | Katyń       |
| Marszałek Bolesław    | porucznik  | żołnierz zawodowy | dowódca 6/3 pp Leg.               | Katyń       |
| Mazur Michał          | ppor. rez. | budowlaniec       |                                   | Katyń       |
| Nowak Wacław          | ppor. rez. | nauczyciel        |                                   | Katyń       |
| Pieniążek Stanisław   | kapitan    | żołnierz zawodowy | kmdt powiatowy PW Nisko           | Katyń       |
| Romach Eugeniusz      | kpt. rez.  | prawnik           |                                   | Katyń       |
| Szwed Stanisław       | ppor. rez. | nauczyciel        |                                   | Katyń       |
| Zemanek Stanisław     | kapitan    | żołnierz zawodowy | dowódca 2/3 pp Leg.               | Katyń       |
| Zyśko Adam            | ppor. rez. | geograf           | Gimnazjum w Nisku                 | Katyń       |
| Gaweł Władysław       | por. rez.  | prawnik           |                                   | Charków     |
| Jamroz Jan            | ppor. rez. | prawnik           | PWiWF w Jarosławiu                | Charków     |
| Sarna Jan             | ppor. rez. |                   |                                   | Charków     |
| Grycan Marian         | ppor. rez. | nauczyciel        | szkoła w Mostach Wielkich         | ULK         |